# Фатуси, Теслим
Теслим Бабатунде Фатуси (род. 17 сентября 1977 года в Сурулере) — нигерийский футболист, выступал на позиции вингера, представлял сборную Нигерии. Олимпийский чемпион 1996 года в составе сборной.

## Биография
Фатуси родился 17 сентября 1977 года в Сурулере, штат Лагос. Он был вторым из семи детей в семье бизнесмена Муктара Фатуси и его жены Моджишолы (умерла в 1999 году). Отец был против увлечения сына футболом, но Теслима поддержала бабушка.
Его первой командой стал «Стейшенери Сторс», с которым он подписал контракт в 1992 году. Через год он переехал в Кот-д’Ивуар, где играл за «АСЕК Мимозас», его первым европейским клубом стала команда швейцарской Суперлиги «Серветт». Затем он отправился в Венгрию, где играл за «Печ» и «Ференцварош», в составе последнего выиграл чемпионат Венгрии. В сезоне 1996/97 он вернулся в «Серветт».
Из Швейцарии Фатуси вернулся в Африку и с 1997 по 1998 год играл за «Эсперанс Тунис». Из Северной Африки он переехал в южную часть континента и с 1998 по 2000 год играл за «Мамелоди Сандаунз» в ЮАР. Далее Фатуси снова вернулся в Европу, на этот раз в бельгийскую команду «Руселаре» на сезон 2000/01. В конце того же сезона он перебрался в польскую команду «Полония Варшава».
Фатуси часто менял клубы, играл в более чем десяти странах.
Он входил в состав сборной Нигерии, завоевавшей золотые медали на Олимпийских играх 1996 года. За это достижение он получил Орден Нигера, а в его родном городе в его честь назвали улицу.
Фатуси несколько раз выступал за основную сборную Нигерии. Он забил в своём дебютном матче с пенальти — это была товарищеская игра против Чехии в 1996 году.